# 5/2
5/2（2分の5、にぶんのご）は、有理数のうち 2 と 3 の間にある数であり、十進法で小数表記すると 2.5 である。

## 数学的性質
- 5 ÷ 2 に等しい。
- 2 と 3 の相加平均に等しい。
- {\displaystyle {\frac {5}{2}}=2+{\frac {1}{2}}}。帯分数を用いると{\displaystyle 2{\frac {1}{2}}}と表せる。
- 2/5 の逆数である。
- 偶数に 5/2 を乗じた値は5の倍数であり、奇数に 5/2 を乗じた値は半整数である。また、単偶数に 5/2 を乗じた値は5の倍数かつ奇数であり、十進法で表記すると一の位が5となる。
- {\displaystyle \Gamma \left({\frac {5}{2}}\right)={\frac {3}{4}}{\sqrt {\pi }}}（ {\displaystyle \Gamma } はガンマ関数）

## その他5/2に関すること
以下 2.5 に関する内容を含む。
- 五芒星は星型正多角形の一種であり、正5/2角形とも表記される。

- 単原子分子の理想気体における定圧モル熱容量（定圧モル比熱）{\displaystyle C_{P}} は、気体定数を {\displaystyle R} とすると {\displaystyle C_{P}={\frac {5}{2}}R} と表される。
- 二原子分子 {\displaystyle n} mol の {\displaystyle T} K における内部エネルギー {\displaystyle U} は、気体定数を {\displaystyle R} とすると {\displaystyle U={\frac {5}{2}}nRT} と表される。
  - 二原子分子の理想気体における定積モル熱容量（定積モル比熱）{\displaystyle C_{V}} は、気体定数を {\displaystyle R} とすると {\displaystyle C_{V}={\frac {5}{2}}R} と表される。
  - 質量 {\displaystyle m} 、根二乗平均速度 {\displaystyle {\overline {v^{2}}}} の単原子分子の {\displaystyle T} K における運動エネルギーは、気体定数を {\displaystyle R} 、アボガドロ定数を {\displaystyle N_{A}} とすると{\displaystyle {\frac {1}{2}}m{\overline {v}}^{2}={\frac {5R}{2N_{A}}}T={\frac {5}{2}}kT}と表される（ {\displaystyle k} はボルツマン定数）。
- オックスフォード大学の数学者Nick Trefethen教授は、身長の2.5乗を用いる新しいBMIの計算式を2013年に提唱した[1]。
{\displaystyle \mathrm {BMI} =1.3\times {\frac {\mathrm {w} }{\mathrm {h} ^{2.5}}}}
{\displaystyle \mathrm {w} } はキログラム単位の体重。
{\displaystyle \mathrm {h} } はメートル単位の身長。
- 小さじ1/2は2.5mL。
- 1インチは正確に2.54cmであり、2.5cmに近い。
- 2.5は上記のように2と3の相加平均、すなわち2と3の間のちょうど真ん中の値である。
  - 2.5次元は、物体の3次元的形状を、1つの方向から見える範囲で表したもの。
    - 2.5次元ミュージカルは、漫画・アニメ・ゲームなどを原作・原案とした舞台芸術（主にミュージカル形式）の一つ。なお、「2.5次元ミュージカル」は、一般社団法人 日本2.5次元ミュージカル協会が管理する登録商標である。

  - 「2.5人称の視点」は、JALグループが2005年に柳田邦男を座長とする安全アドバイザリーグループから受領した提言書で使われた表現。「自分や自分の家族が乗客だったら…」という視点(1人称、2人称の視点)と、プロとしての専門性のある視点(3人称の視点)をあわせ持ったものとされる[2][3]。
- ニブンノゴ!は1997年結成、2024年解散のお笑いトリオ。解散後はそれぞれ放送作家およびお笑いコンビ・チキンナンバンとして活動している。